# Arjun Singh
Arjun Singh, född 5 november 1930, död 4 mars 2011 i Delhi, var en indisk politiker (Kongresspartiet) från Madhya Pradesh. Från 2004 till 2009 var han minister för personalutveckling (Minister of Human Resource Development) i Manmohan Singhs indiska regering.